# Sophronica vitticollis
Sophronica vitticollis är en skalbaggsart som beskrevs av Stefan von Breuning 1981. Sophronica vitticollis ingår i släktet Sophronica och familjen långhorningar. Inga underarter finns listade i Catalogue of Life.